# Championnat d'Andorre de football 2002-2003
Navigation
Saison précédente Saison suivante
La saison 2002-2003 de Divisió 1A est la huitième édition de la première division andorrane.
Lors de celle-ci, le FC Encamp a tenté de conserver son titre de champion face aux huit meilleurs clubs andorrans lors d'une série de matchs se déroulant sur toute l'année.
Les neuf clubs participants à la première phase de championnat ont été confrontés à deux reprises aux huit autres, le dernier au terme de celle-ci est relégué en Segona Divisió. Lors de la deuxième phase, les quatre premiers se sont affrontés deux fois de plus pour se disputer la victoire finale et les quatre avant-derniers pour éviter la relégation.
C'est le FC Santa Coloma qui a été sacré champion d'Andorre pour la deuxième fois.
Deux places du championnat étaient qualificatives pour les compétitions européennes.

## Qualifications en coupe d'Europe
À l'issue de la saison, le champion s'est qualifié pour le tour de qualification de la Coupe UEFA 2003-2004.
Le second du championnat s'est qualifié pour la Coupe Intertoto 2003.

## Les 9 clubs participants
| Club                     | Ville               |
| ------------------------ | ------------------- |
| FC Cerni                 | La Massana          |
| FC Encamp                | Encamp              |
| Sporting Club d'Escaldes | Escaldes-Engordany  |
| Inter Club d'Escaldes    | Escaldes-Engordany  |
| FC Lusitanos             | Andorre-la-Vieille  |
| CE Principat             | Andorre-la-Vieille  |
| FC Ranger's              | Andorre-la-Vieille  |
| FC Santa Coloma          | Andorre-la-Vieille  |
| UE Sant Julià            | Sant Julià de Lòria |

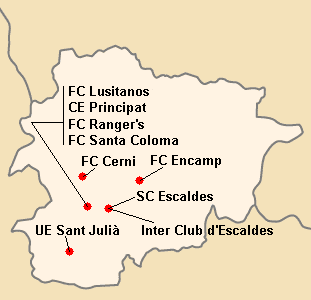
Localisation des clubs engagés dans le championnat.

En raison du peu de stades se trouvant sur le territoire d'Andorre, les matchs sont joués exclusivement à l'Estadi Nacional d'Aixovall d'une capacité de 1 500 places.

## Compétition

### Phase 1

#### Classement
Le classement est établi sur le barème de points classique (victoire à 3 points, match nul à 1, défaite à 0).
Pour départager les égalités, on tient d'abord compte de la différence de buts générale, puis du nombre de buts marqués, puis des confrontations directes et enfin si la qualification ou la relégation est en jeu, les deux équipes jouent une rencontre d'appui sur terrain neutre.
| Rang | Équipe                   | Pts | J  | G  | N | P  | Bp | Bc  | Diff |
| ---- | ------------------------ | --- | -- | -- | - | -- | -- | --- | ---- |
| 1    | FC Santa Coloma C        | 42  | 16 | 13 | 3 | 0  | 51 | 8   | +43  |
| 2    | FC Encamp T              | 34  | 16 | 10 | 4 | 2  | 49 | 10  | +39  |
| 3    | UE Sant Julià            | 30  | 16 | 9  | 3 | 4  | 57 | 17  | +40  |
| 4    | Inter Club d'Escaldes    | 26  | 16 | 8  | 2 | 6  | 30 | 33  | -3   |
| 5    | CE Principat             | 23  | 16 | 6  | 5 | 5  | 32 | 25  | +7   |
| 6    | FC Lusitanos             | 22  | 16 | 7  | 1 | 8  | 44 | 33  | +11  |
| 7    | FC Ranger's              | 21  | 16 | 6  | 3 | 7  | 39 | 39  | 0    |
| 8    | FC Cerni P               | 7   | 16 | 2  | 1 | 13 | 17 | 63  | -46  |
| 9    | Sporting Club d'Escaldes | 0   | 16 | 0  | 0 | 16 | 10 | 101 | -91  |

| Légende : Qualifications et relégations | Légende : Qualifications et relégations                                                           |
| --------------------------------------- | ------------------------------------------------------------------------------------------------- |
|                                         | Qualifié pour le tour des champions                                                               |
|                                         | Qualifié pour le tour de relégation                                                               |
|                                         | Relégation en Segona Divisió                                                                      |
|                                         | T : Tenant du titre 2001-2002 P : Promu en 2001-2002 C : Vainqueur de la Coupe de la Constitution |

#### Matchs
| Résultats (▼dom., ►ext.)                                   | Cer | Enc | Esc  | Int | Lus  | Pri  | Ran | FCSC | UESJ |
| FC Cerni                                                   |     | 1-4 | 3-1  | 0-1 | 3-6  | 2-2  | 0-1 | 0-7  | 0-5  |
| FC Encamp                                                  | 8-0 |     | 7-0  | 2-0 | 0-0  | 2-1  | 7-0 | 1-2  | 2-0  |
| Sporting Club d'Escaldes                                   | 1-2 | 1-9 |      | 2-3 | 0-15 | 0-10 | 0-6 | 0-3  | 1-4  |
| Inter Club d'Escaldes                                      | 3-1 | 3-2 | 4-1  |     | 3-0  | 3-2  | 4-1 | 0-1  | 1-5  |
| FC Lusitanos                                               | 5-2 | 1-2 | 5-1  | 4-1 |      | 1-2  | 0-1 | 1-2  | 0-9  |
| CE Principat                                               | 2-1 | 0-0 | 2-0  | 1-1 | 1-0  |      | 2-2 | 0-5  | 1-2  |
| FC Ranger's                                                | 9-1 | 0-2 | 7-2  | 1-1 | 2-5  | 4-3  |     | 1-3  | 2-2  |
| FC Santa Coloma                                            | 3-0 | 1-1 | 8-0  | 5-1 | 4-0  | 0-0  | 4-1 |      | 1-1  |
| UE Sant Julià                                              | 5-1 | 0-0 | 13-0 | 5-1 | 0-1  | 2-3  | 3-1 | 1-2  |      |
| - Victoire à domicile - Match nul - Victoire à l'extérieur |     |     |      |     |      |      |     |      |      |

### Phase 2

#### Classements
Les classements sont basés sur le barème de points classique (victoire à 3 points, match nul à 1, défaite à 0).
Pour départager les égalités, on tient d'abord compte de la différence de buts générale, puis du nombre de buts marqués, puis des confrontations directes et enfin si la qualification ou la relégation est en jeu, les deux équipes jouent une rencontre d'appui sur terrain neutre.
| Rang | Équipe                | Pts | J  | G  | N | P  | Bp | Bc | Diff |
| ---- | --------------------- | --- | -- | -- | - | -- | -- | -- | ---- |
| 1    | FC Santa Coloma C     | 49  | 22 | 14 | 7 | 1  | 58 | 14 | +44  |
| 2    | FC Encamp T           | 48  | 22 | 14 | 6 | 2  | 63 | 16 | +47  |
| 3    | UE Sant Julià         | 38  | 22 | 11 | 5 | 6  | 73 | 28 | +45  |
| 4    | Inter Club d'Escaldes | 29  | 22 | 9  | 2 | 11 | 37 | 54 | -17  |

| Rang | Équipe       | Pts | J  | G  | N | P  | Bp | Bc | Diff |
| ---- | ------------ | --- | -- | -- | - | -- | -- | -- | ---- |
| 5    | FC Lusitanos | 37  | 22 | 12 | 1 | 9  | 63 | 40 | +23  |
| 6    | CE Principat | 35  | 22 | 10 | 5 | 7  | 42 | 32 | +10  |
| 7    | FC Ranger's  | 30  | 22 | 9  | 3 | 10 | 54 | 51 | +3   |
| 8    | FC Cerni P   | 7   | 22 | 2  | 1 | 19 | 21 | 85 | -64  |

| Légende : Qualifications et relégations | Légende : Qualifications et relégations                                                           |
| --------------------------------------- | ------------------------------------------------------------------------------------------------- |
|                                         | Coupe UEFA 2003-2004 (Tour de qualification)                                                      |
|                                         | Coupe Intertoto 2003 (1er Tour)                                                                   |
|                                         | Relégation en Segona Divisió                                                                      |
|                                         | T : Tenant du titre 2001-2002 P : Promu en 2001-2002 C : Vainqueur de la Coupe de la Constitution |

#### Matchs
| Résultats (▼dom., ►ext.)                                   | Enc | Int | FCSC | UESJ |
| FC Encamp                                                  |     | 5-1 | 0-0  | 2-1  |
| Inter Club d'Escaldes                                      | 1-3 |     | 2-1  | 3-5  |
| FC Santa Coloma                                            | 1-1 | 2-0 |      | 2-2  |
| UE Sant Julià                                              | 2-3 | 5-0 | 1-1  |      |
| - Victoire à domicile - Match nul - Victoire à l'extérieur |     |     |      |      |

| Résultats (▼dom., ►ext.)                                   | Cer | Lus | Pri | Ran |
| FC Cerni                                                   |     | 0-4 | 1-2 | 0-5 |
| FC Lusitanos                                               | 3-2 |     | 4-1 | 3-0 |
| CE Principat                                               | 2-0 | 0-2 |     | 3-0 |
| FC Ranger's                                                | 6-1 | 4-3 | 0-2 |     |
| - Victoire à domicile - Match nul - Victoire à l'extérieur |     |     |     |     |

## Bilan de la saison
| Tableau d'Honneur        |                 |
| Compétition              | Vainqueur       |
| Divisió 1A               | FC Santa Coloma |
| Coupe de la Constitution | FC Santa Coloma |

| Qualifications européennes 2003-2004 |                 |
| Coupe UEFA                           | Qualifiés       |
| Tour de qualification                | FC Santa Coloma |
| Coupe Intertoto                      | Qualifiés       |
| 1er tour                             | FC Encamp       |

| Promotions et relégations  |                                   |
| Relégués en Segona Divisió | FC Cerni Sporting Club d'Escaldes |
| Promus de Segona Divisió   | UE Engordany                      |